# 解琬
解 琬（かい えん、生年不詳 - 718年）は、唐代の官僚・軍人。本貫は魏州元城県。

## 経歴
若くして幽素挙に応じ、新政県尉に任じられた。官を歴任して、成都県丞に転じた。かれの上奏が武則天の意にかない、監察御史に抜擢されたが、父母が死去したため、離職して喪に服した。武則天は解琬が辺境のことを熟知していたことから、旧官に復帰させて、西域の諸民族を安撫に向かわせようとした。解琬は上疏して喪中を理由に固辞した。武則天は解琬の孝行を嘉して、喪が明け次第向かわせることにした。
聖暦初年、解琬は侍御史に転じ、烏質勒および十姓部落を安撫する使節をつとめた。功により御史中丞に抜擢され、北庭都護・持節・西域安撫使を兼ねた。解琬は郭元振と仲が良かったことから、宗楚客に憎まれ、滄州刺史に左遷された。景龍年間、右御史大夫・持節・朔方行軍大総管に転じた。解琬は軍にあること前後二十数年、兵士に農業させ戦術を習わせ、利益するところ多く、西北辺境はこのため安定した。
景雲2年（711年）、解琬は再び朔方軍大総管となった。解琬は張冠宗・韋景駿・于処忠らを分遣して三城の兵募を計量させ、10万人を減員するよう上奏した。ほどなく右武衛大将軍に任じられ、検校晋州刺史を兼ね、済南県男の爵位を受けた。老齢のため引退を願い出た。金紫光禄大夫の位を受け、致仕を許された。
開元2年（714年）、吐蕃が唐の辺境を侵犯すると、解琬は再び召還されて左散騎常侍の位を受け、吐蕃との国境を画定させ、十姓の降戸を処置するよう命じられた。解琬は吐蕃の相の坌達延と会談し、河源軍に国境を定める盟約を結んだ。解琬は帰国すると、吐蕃が盟約を破ることを予見し、兵10万を秦州・渭州などに分遣して防備を整えるよう請願した。この年の冬、はたして吐蕃が侵入してくると、解琬は兵を分遣してこれを撃退した。まもなく再び上表して致仕を請願したが、許可されず、太子賓客に転じた。開元5年（717年）、同州刺史として出向した。開元6年（718年）、死去した。享年は八十数歳。

## 伝記資料
- 『旧唐書』巻100 列伝第50
- 『新唐書』巻130 列伝第55